# Farkasgyepű
Farkasgyepű (vyslovováno [farkašděpý], německy Wirtshäusl) je vesnice v Maďarsku v župě Veszprém, spadající pod okres Ajka. Nachází se asi 14 km severovýchodně od Ajky. V roce 2015 zde žilo 355 obyvatel. Dle údajů z roku 2011 tvoří 88,8 % obyvatelstva Maďaři, 25,6 % Němci a 0,5 % Romové, zatímco 1,1 % obyvatelstva tvoří jiné národnosti a 11,2 % obyvatel se k národnosti nevyjádřilo.
Sousedními vesnicemi jsou Bakonyjákó, Csehbánya, Kislőd, Szentgál a Városlőd, sousedním městem Herend.